# آرامی نو آشوری
زبان آسوری یا سریانی یا به‌طور دقیق‌تر آرامی نو آشوری به شاخهٔ آرامی شمال شرقی از زبان‌های آفرو-آسیایی تعلق دارد. آشوری‌زبان‌ها مسیحی اند. آنها اولین قومی اند که یکجا مسیحی شدند. عیسی مسیح به زبان آنها سخن می‌گفت. در ضمن پیش از ایشان، یونس نبی نیز در پایتخت آشوریان به نام نینوا آنها را به روزه و نجات فراخوانده بود. این زبان، زبان امروز مسیحیان سریانی آسوری-آشوری است که امروزه در شهرهای ایران چون، تهران، ارومیه، سنندج، تبریز، سلماس، اصفهان، اهواز، کرمانشاه و در دیگر کشورها چون کانادا، سوئد، عراق، ترکیه، سوریه، لبنان، آمریکا و استرالیا زندگی می‌کنند. مندایی نیز که شاخه‌ای از زبان آرامی-سامی است به زبان آنها نزدیک است. یکی از کلیساهای معروف آشوریان در تهران به نام کلیسای یوسف قدیس در خیابان فرصت (موسوی) نرسیده به میدان فردوسی تهران بنا شده‌است.

## آشوری نو
زبان آشوری یا همان سریانی زبانی پیچیده‌است و پایه آن حروف ابجد است. زبان آرامی یا سریان که آسوریان برای ارتباط بین خود از آن استفاده می‌کنند در کلیسای شرقی، کلیسای کاتولیک کلدانی، کلیسای کاتولیک سریانی، و کلیسای ارتودوکس سریانی، نیز از آن استفاده می‌شود. در کلیساهای کلارای هندوستان نیز این زبان به کار می‌رود.

### گویش‌های آشوری نو (سریانی)
تنها دو گویش از آسوری مدرن (که از آن با آرامی مدرن یا سریانی نیز یاد می‌شود) توسط مردمان آشوری‌زبان به‌کار می‌رود. آشوریان گویش‌های مدرن خود را سریانی می‌نامند. از مهم‌ترین زیرگویش‌های آسوری نو، اورمژنایا یا اورمیه ای و شاپدنایا، یعنی گویش آسوری‌های ارومیه که به‌صورت مکتوب با ادبیات ویژهٔ خود از نیمهٔ دوم سده ۱۹ رواج یافت. تقسیم‌بندی گویش‌های مدرن عبارت است از:
- آشوری شرقی که به آن سورث نیز گفته می‌شود.
- آشوری غربی، برخی بعضی لهجه‌های این گروه را تورویو یا سوریویو می‌نامند.

## الفبای آشوری نو
خط آسوری نو، سریانی خاوری است که از راست به چپ نوشته می‌شود و الفبای آن به ترتیب حروف ابجد است.